# Hodo Nivica
Hodo Nivica (ur. 1809, zm. 1852) – albański wojskowy, jeden z przywódców powstania z 1847 roku.